# 親衛隊第11師
親衛隊第11師“北地” (德語：11. SS-Freiwilligen Panzergrenadier-Division "Nordland")，又稱第11“北地”志願裝甲擲彈兵師，是一個由外籍志願者組成的武裝親衛隊師。在第二次世界大戰中，該師屬於北方集團軍，曾在東線的克羅埃西亞戰鬥過。